# よしか⁂
よしか⁂（よしか、1月26日
 - ）は、日本のバーチャルYouTuber、バーチャルアイドル。

## 概要
“歌えるさつまいもアイドル”を目指し修行中の個人勢VTuberとして、雑談を交えた歌枠を中心に活動している。
以前は「義華⁂」と名乗っていたが、「よしか」と読まれないためにひらがな表記になったという経緯がある。

## 活動
2012年よりニコニコ動画にて歌い手として活動を開始。2013年よりニコニコ動画にて歌い手としてソロでは初の動画投稿を開始。以降はニコニコ動画を中心にツイキャスなどでライブ配信を行う。
ニコニコ動画に投稿された動画の中でも2015年に投稿した『シュガーソングとビターステップ』のカバーは100万再生を超える。
2017年6月29日にYouTubeチャンネルを開設。2021年3月6日にYoutubeにもニコニコ動画と並行して「ファンサ 歌ってみた ver. よしか⁂」を投稿。同月13日にTwitterにてVTuberとしてのデザインを公開。
同月14日にVTuberとして活動を開始、同月20日にはVTuberとしては初のライブ配信をYouTubeにて開始した
。ニコニコ動画では2021年4月6日の投稿を最後に主な活動プラットフォームをYoutubeへ移行し
“歌えるさつまいもアイドル”を目指し修行中の新人Vtuber兼歌い手として、雑談を交えた歌枠を中心にYouTubeとツイキャスで活動している
。
フリーランスとして活動する「個人勢」のVTuberとしてデビュー。2022年にはVTuber活動1周年を記念してオリジナル曲の作成、新衣裳を記念した自身の初監修となるオリジナルグッズ販売を行う。
代々木アニメーション学院エンタメ学部Youtube科では特別講師を務める。
2023年2月21日には代々木アニメーション学院エンタメ学部Youtube科にて2度目となる特別講師を務める
など、グッズ販売と併せ複数の企業案件を請け負っている。VTuber活動2周年となる同年3月14日には高可動域新モデル制作決定の告知を行うなど、今後の活動にも意欲的な姿勢を見せた。
2024年3月14日には新衣装モデルを公開
同年10月23日にはJOYSOUNDが協力する、テイチク×XMEの新レーベル『Imgramox Music』(イングラモエックス ミュージック)から、"歌ってみた"企画にて「虎視眈々 covered by よしか⁂」が同年10月30日にリリースされる事をYouTube生配信上で公開した。

2025年3月5日にはYouTubeチャンネル登録者数が10万人を突破。
同年4月22日にはフジテレビ火9ドラマ『人事の人見』にてVTuberが副業であるかを題材とした第3話に出演

## 略歴
2012年
- 12月24日 - ニコニコ動画にてコラボ歌みた動画「初恋学園・純愛科 を歌ってみました。【葉月さき×よしか⁂×あらたきき】」で歌い手として活動を開始

2013年
- 3月5日 - ニコニコ動画にてソロでは初の歌ってみた動画「鴨川桜の舞扇　歌ってみた ver.よしか⁂」を公開

2015年
- 5月24日 - ニコニコ動画にて100万再生を越えた「シュガーソングとビターステップ 歌ってみた ver. よしか⁂」を投稿

2021年
- 3月6日 - 「ファンサ 歌ってみた ver. よしか⁂」にてニコニコ動画と並行してYoutubeへの動画投稿開始
- 3月13日 - VTuberとしてのデザインを公開
- 3月14日 - VTuberとして活動開始
- 3月20日 - VTuberとして初配信
- 7月7日 - YouTubeチャンネル登録1千人突破
- 10月10日 - YouTubeチャンネル登録3千人突破
- 12月19日 - YouTubeチャンネル登録5千人突破

2022年
- 3月14日 - VTuber活動1周年オリジナル曲「ファンファーレ」を発表
- 5月21日 - YouTubeチャンネル登録1万人突破
- 8月14日 - YouTubeチャンネル登録2万人突破
- 9月28,29日 - 代々木アニメーション学院にて特別授業を行う。
- 10月21日 - 初監修のオリジナルグッズ販売
- 12月11日 - YouTubeチャンネル登録3万人突破

2023年
- 2月21日 - 代々木アニメーション学院にて2度目となる特別授業を行う。
- 3月14日 - VTuber活動2周年を記念して高可動域新モデルの制作決定を告知
- 6月19日 - YouTubeチャンネル登録4万人突破
- 6月16日 - 3Dモデルお披露目ライブをYouTube上で実施
- 7月19日 - YouTubeチャンネル登録5万人突破

2024年
- 3月14日 - VTuber活動3周年を記念して新衣装モデルを公開
- 10月30日 - 『Imgramox Music』のカバーソング企画にて「虎視眈々 covered by よしか⁂」でメジャーデビュー

2025年
- 3月5日 - YouTubeチャンネル登録10万人突破
- 4月22日 - フジテレビ火9ドラマ『人事の人見』第3話に出演

## ディスコグラフィ

### オリジナルEP
| 発売日        | タイトル  | 収録曲                  | 品番     |
| ------------- | --------- | ----------------------- | -------- |
| 2024年9月14日 | Amaryllis | 1. カモミールに踊って   | YZRH-008 |
| 2024年9月14日 | Amaryllis | 2. Luminous             | YZRH-008 |
| 2024年9月14日 | Amaryllis | 3. ピロウ               | YZRH-008 |
| 2024年9月14日 | Amaryllis | 4. ロマンスシンドローム | YZRH-008 |

### 参加作品
| 発売日        | タイトル         | 楽曲名                                         | 品番     |
| ------------- | ---------------- | ---------------------------------------------- | -------- |
| 2024年6月19日 | gnosinA -Beyond- | 光るなら Covered by よしか⁂                    | MSDS-002 |
| 2024年6月19日 | gnosinA -Beyond- | フィクション Covered by 天羽しろっぷ & よしか⁂ | MSDS-002 |